# Elizabeth Lyles
Elizabeth (Liz) Demgen Lyles (* 7. April 1978 in Omaha als Elizabeth Lyles) ist eine ehemalige US-amerikanische Triathletin. Sie ist fünffache Ironman-Siegerin (2012–2016).

## Werdegang
Liz Lyles startete 2001 bei ihrem ersten Triathlon. Von 2008 bis 2012 legte sie eine Babypause ein.

### Triathlon-Profi seit 2012
Seit Juli 2012 war sie als Profi aktiv. Im Dezember 2013 konnte sie in Australien ihr zweites Ironman-Rennen gewinnen – mit einer Zeit unter neun Stunden.

### Vize-Europameisterin Ironman 2014
Im Juli 2014 wurde sie in Frankfurt Vize-Europameisterin und stellte mit 8:56:36 h eine neue persönliche Ironman-Bestzeit auf. Beim Ironman Hawaii (Ironman World Championships) belegte sie 2014 den siebten Rang.
Im Mai 2016 holte sie sich ihren dritten Ironman-Sieg und sie konnte mit neuem Streckenrekord (8:54:10 h) den Ironman Brasil für sich entscheiden. Im September 2017 gewann sie mit dem Ironman 70.3 Santa Cruz ihr zweites Ironman-Rennen auf der Mitteldistanz. Im Oktober 2017 belegte Liz Lyles beim Ironman Hawaii den achten Rang.
Im Februar 2018 erklärte sie ihre aktive Zeit für beendet.

### Privates
Liz Lyles lebt mit ihrem Mann  und zwei Kindern in Reno (Nevada).

## Sportliche Erfolge
| Datum/Jahr    | Rang | Wettbewerb                | Austragungsort   | Zeit     | Bemerkung                                    |
| ------------- | ---- | ------------------------- | ---------------- | -------- | -------------------------------------------- |
| 10. Sep. 2017 | 1    | Ironman 70.3 Santa Cruz   | Santa Cruz       | 04:08:24 |                                              |
| 19. März 2017 | 5    | Ironman 70.3 Campeche     | Campeche         | 04:34:25 | bei der Erstaustragung                       |
| 30. Apr. 2016 | 1    | Wildflower Triathlon      | Lake San Antonio | 04:42:17 | erfolgreiche Titelverteidigung               |
| 10. Apr. 2016 | 5    | Ironman 70.3 Texas        | Galveston Island | 04:17:27 |                                              |
| 20. März 2016 | 2    | Ironman 70.3 Monterrey    | Monterrey        | 04:12:47 |                                              |
| 2. Mai 2015   | 1    | Wildflower Triathlon      | Lake San Antonio | 04:32:07 | [ 2 ]                                        |
| 17. Aug. 2014 | 2    | Ironman 70.3 Lake Stevens | Washington       |          | Zweite hinter der Kanadierin Melanie McQuaid |
| 7. Juni 2014  | 2    | Ironman 70.3 Boise        | Boise            |          |                                              |
| 3. Mai 2014   | 2    | Wildflower Triathlon      | Lake San Antonio |          |                                              |
| 8. Juni 2013  | 1    | Ironman 70.3 Boise        | Boise            |          |                                              |
| 5. Mai 2013   | 3    | Wildflower Triathlon      | Lake San Antonio |          |                                              |

| Datum/Jahr    | Rang | Wettbewerb                | Austragungsort    | Zeit     | Bemerkung                                                          |
| ------------- | ---- | ------------------------- | ----------------- | -------- | ------------------------------------------------------------------ |
| 14. Okt. 2017 | 8    | Ironman Hawaii            | Hawaii            | 09:20:31 |                                                                    |
| 24. Sep. 2017 | 1    | Ironman Chattanooga       | Chattanooga       | 09:05:33 |                                                                    |
| 11. Sep. 2016 | 1    | Ironman Wisconsin         | Madison           | 09:33:47 | vierter Ironman-Sieg                                               |
| 28. Aug. 2016 | 2    | Challenge Penticton       | Penticton         | 06:14:19 | 3 km Schwimmen, 120 km Radfahren und 30 km Laufen                  |
| 29. Mai 2016  | 1    | Ironman Brasil            | Florianópolis     | 08:54:10 | persönliche Ironman-Bestzeit und neuer Streckenrekord in Brasilien |
| 10. Okt. 2015 | 14   | Ironman Hawaii            | Hawaii            |          | Ironman World Championship                                         |
| 31. Mai 2015  | 2    | Ironman Brasil            | Florianópolis     |          |                                                                    |
| 11. Okt. 2014 | 7    | Ironman Hawaii            | Hawaii            | 09:18:11 | Ironman World Championship                                         |
| 6. Juli 2014  | 2    | Ironman Germany           | Frankfurt am Main | 08:56:36 | Ironman European Championship                                      |
| 8. Dez. 2013  | 1    | Ironman Western Australia | Busselton         | 08:59:44 |                                                                    |
| 12. Okt. 2013 | 16   | Ironman Hawaii            | Hawaii            | 09:32:54 |                                                                    |
| 22. Sep. 2013 | 4    | Ironman Lake Tahoe        | Lake Tahoe        | 10:08:41 | bei der Erstaustragung                                             |
| 7. Juli 2013  | 5    | Ironman Germany           | Frankfurt am Main |          |                                                                    |
| 9. Sep. 2012  | 1    | Ironman Wisconsin         | Madison           | 09:34    |                                                                    |

(DNF – Did Not Finish)